# Ayn
Pour les articles homonymes, voir Ayn.
Ne doit pas être confondu avec Ain.
Ayn (prononcé [ajɛ̃]) est une commune française située dans le département de la Savoie, en région Auvergne-Rhône-Alpes.
La commune appartient à la communauté de communes du Lac d'Aiguebelette.

## Géographie

### Situation
Ayn est une commune de l'Avant-Pays savoyard, sur le flanc du mont Tournier et au-dessus du lac d'Aiguebelette au sud-est.

### Communes limitrophes
Les communes limitrophes sont Novalaise, Rochefort, Verel-de-Montbel et Dullin.

### Climat
Pour des articles plus généraux, voir Climat d'Auvergne-Rhône-Alpes et Climat de la Savoie.
En 2010, le climat de la commune est de type climat des marges montargnardes, selon une étude du Centre national de la recherche scientifique s'appuyant sur une série de données couvrant la période 1971-2000. En 2020, Météo-France publie une typologie des climats de la France métropolitaine dans laquelle la commune est exposée à un climat de montagne ou de marges de montagne et est dans la région climatique Alpes du nord, caractérisée par une pluviométrie annuelle de 1 200 à 1 500 mm, irrégulièrement répartie en été.
Pour la période 1971-2000, la température annuelle moyenne est de 10,2 °C, avec une amplitude thermique annuelle de 18,4 °C. Le cumul annuel moyen de précipitations est de 1 473 mm, avec 10,3 jours de précipitations en janvier et 8 jours en juillet. Pour la période 1991-2020, la température moyenne annuelle observée sur la station météorologique de Météo-France la plus proche, « Novalaise », sur la commune de Novalaise à 3 km à vol d'oiseau, est de 10,9 °C et le cumul annuel moyen de précipitations est de 1 443,4 mm,. Pour l'avenir, les paramètres climatiques de la commune estimés pour 2050 selon différents scénarios d'émission de gaz à effet de serre sont consultables sur un site dédié publié par Météo-France en novembre 2022.

## Urbanisme

### Typologie
Au 1er janvier 2024, Ayn est catégorisée commune rurale à habitat dispersé, selon la nouvelle grille communale de densité à sept niveaux définie par l'Insee en 2022.
Elle est située hors unité urbaine. Par ailleurs la commune fait partie de l'aire d'attraction de Chambéry, dont elle est une commune de la couronne,. Cette aire, qui regroupe 115 communes, est catégorisée dans les aires de 200 000 à moins de 700 000 habitants,.

### Occupation des sols
L'occupation des sols de la commune, telle qu'elle ressort de la base de données européenne d’occupation biophysique des sols Corine Land Cover (CLC), est marquée par l'importance des territoires agricoles (81,5 % en 2018), en augmentation par rapport à 1990 (80,1 %). La répartition détaillée en 2018 est la suivante : 
zones agricoles hétérogènes (44,9 %), prairies (30,6 %), forêts (18,5 %), terres arables (6 %).
L'IGN met par ailleurs à disposition un outil en ligne permettant de comparer l’évolution dans le temps de l’occupation des sols de la commune (ou de territoires à des échelles différentes). Plusieurs époques sont accessibles sous forme de cartes ou photos aériennes : la carte de Cassini (XVIIIe siècle), la carte d'état-major (1820-1866) et la période actuelle (1950 à aujourd'hui).

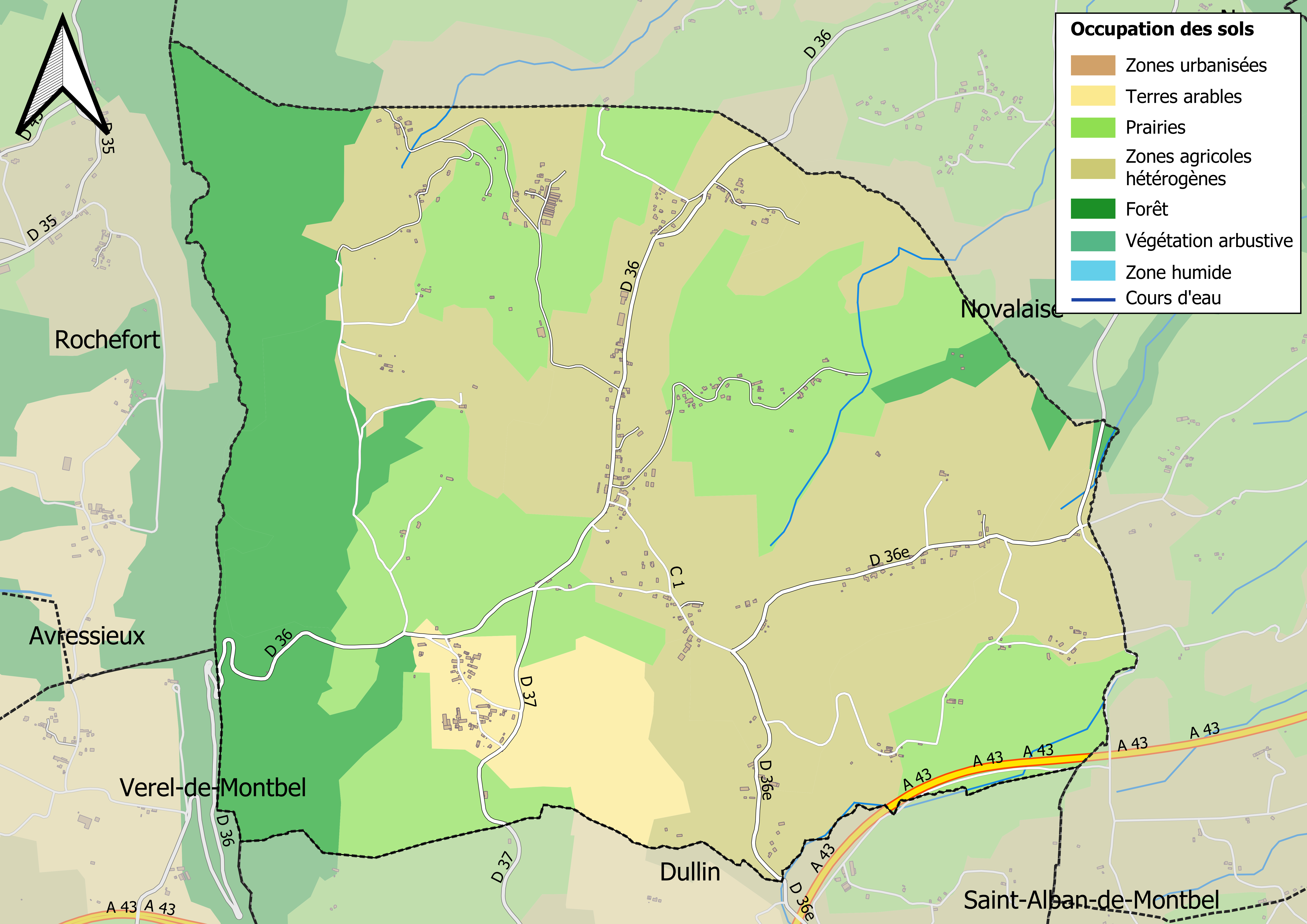
Carte des infrastructures et de l'occupation des sols en 2018 (CLC) de la commune.
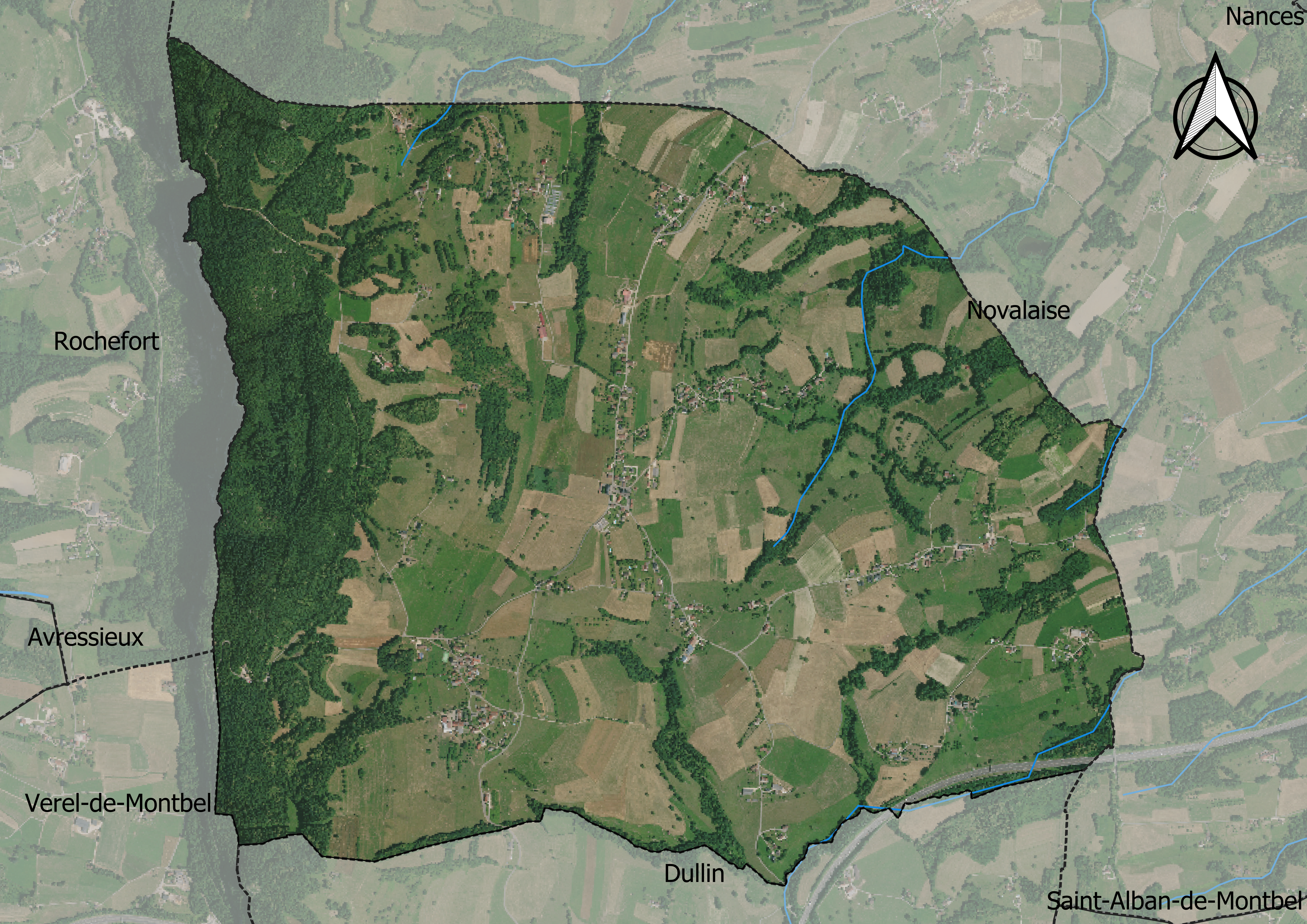
Carte orthophotogrammétrique de la commune.

## Toponymie

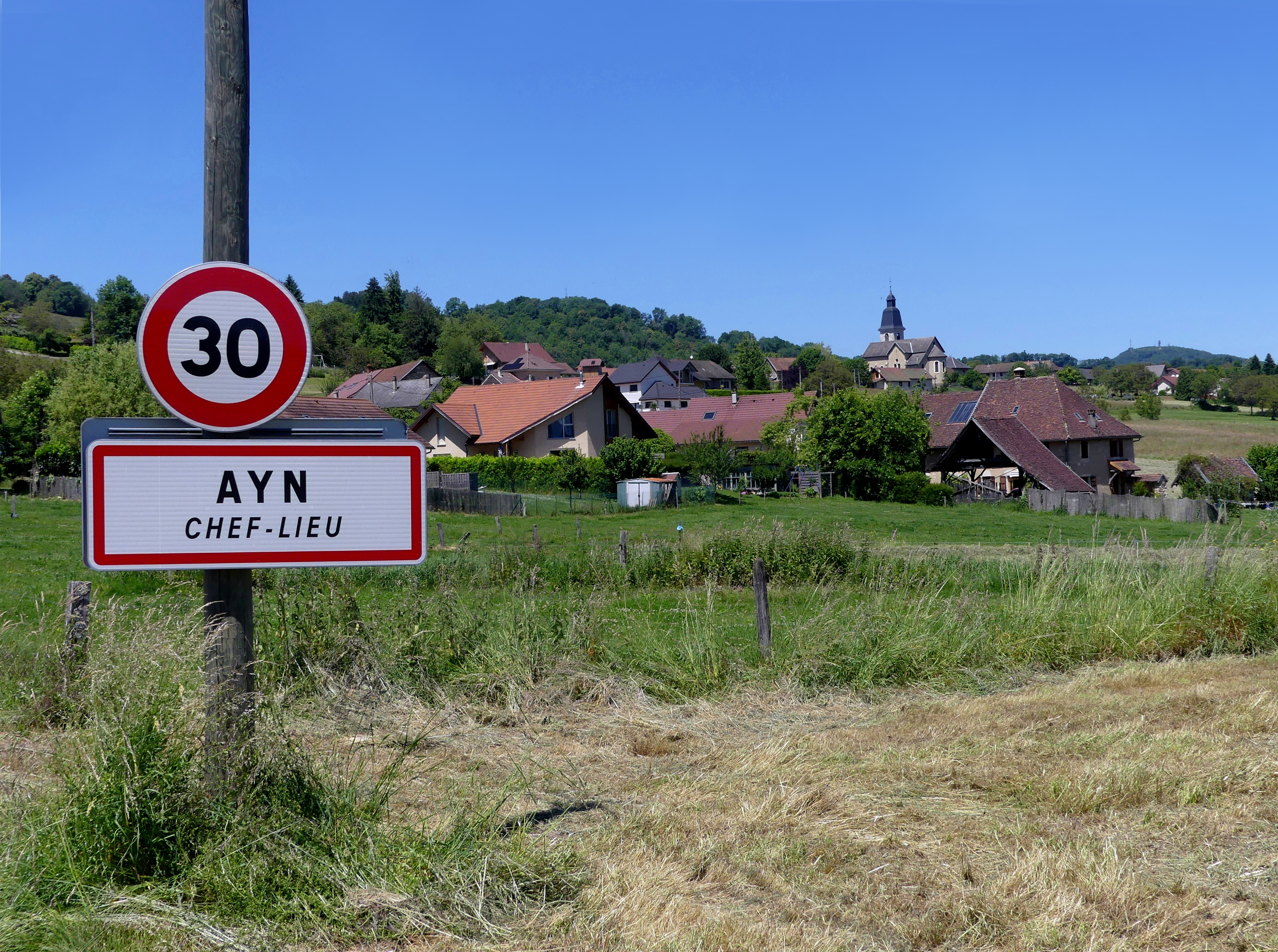
Panneau d'entrée au chef-lieu d'Ayn.

Les premières mentions du village ou de la paroisse sont Ecclesia de Ainum au XIIe siècle, puis Parrochia d'Ain et Capellanus d'Ayin au XIVe siècle et encore Ayen dans la seconde moitié du XIXe siècle,.
Le toponyme Ayn pourrait venir d'un nom ligure selon Adolphe Gros, ou gaulois (*aginn désignant une « hauteur »), voire pré-celtique (*agannus pour « rocher ») selon les auteurs Albert Dauzat et Charles Rostaing. Peut-être la même origine que le nom de la ville d'Agen ou d'Ayen.
En francoprovençal, le nom de la commune s'écrit Ayin, selon la graphie de Conflans.

### Administration municipale

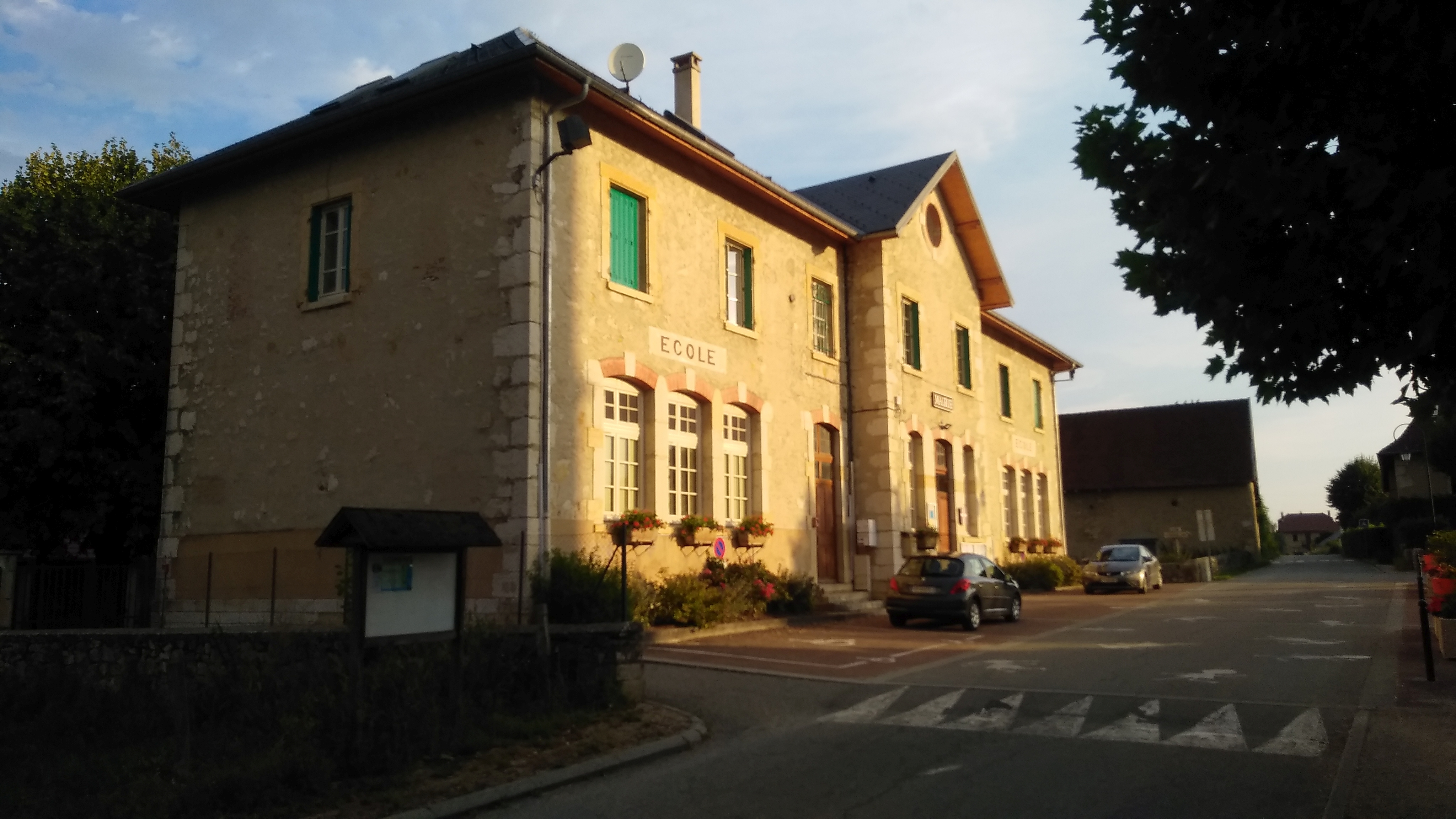
La mairie

## Politique et administration

### Liste des maires
| Période                                  | Période                 | Identité            | Étiquette      | Qualité               |
| ---------------------------------------- | ----------------------- | ------------------- | -------------- | --------------------- |
| Les données manquantes sont à compléter. |                         |                     |                |                       |
| mars 1977                                | mars 1989               | André Bellemin      |                |                       |
| mars 1989                                | mars 2008               | Alain Bellemin-Noël |                |                       |
| mars 2008                                | mars 2014               | Jean-Charles Marcel |                | Retraité des télécoms |
| mars 2014                                | En cours (au juin 2020) | Frédéric Touihrat   | Sans étiquette | Professeur agrégé     |

## Population et société

### Démographie
Les habitants de la commune sont appelés les Aynsard(e)s.

L'évolution du nombre d'habitants est connue à travers les recensements de la population effectués dans la commune depuis 1793. Pour les communes de moins de 10 000 habitants, une enquête de recensement portant sur toute la population est réalisée tous les cinq ans, les populations de référence des années intermédiaires étant quant à elles estimées par interpolation ou extrapolation. Pour la commune, le premier recensement exhaustif entrant dans le cadre du nouveau dispositif a été réalisé en 2008.

En 2022, la commune comptait 390 habitants, en évolution de +5,98 % par rapport à 2016 (Savoie : +3,63 %, France hors Mayotte : +2,11 %).
| 1793 | 1800 | 1806 | 1822 | 1838 | 1848 | 1858 | 1861 | 1866 |
| ---- | ---- | ---- | ---- | ---- | ---- | ---- | ---- | ---- |
| 732  | 891  | 937  | 826  | 857  | 862  | 734  | 694  | 694  |

| 1872 | 1876 | 1881 | 1886 | 1891 | 1896 | 1901 | 1906 | 1911 |
| ---- | ---- | ---- | ---- | ---- | ---- | ---- | ---- | ---- |
| 648  | 612  | 626  | 622  | 641  | 583  | 564  | 551  | 558  |

| 1921 | 1926 | 1931 | 1936 | 1946 | 1954 | 1962 | 1968 | 1975 |
| ---- | ---- | ---- | ---- | ---- | ---- | ---- | ---- | ---- |
| 470  | 450  | 454  | 440  | 385  | 342  | 297  | 274  | 271  |

| 1982 | 1990 | 1999 | 2006 | 2008 | 2013 | 2018 | 2022 | - |
| ---- | ---- | ---- | ---- | ---- | ---- | ---- | ---- | - |
| 255  | 288  | 278  | 326  | 340  | 355  | 385  | 390  | - |

### Enseignement
La commune relève de l'académie de Grenoble.

## Culture locale et patrimoine

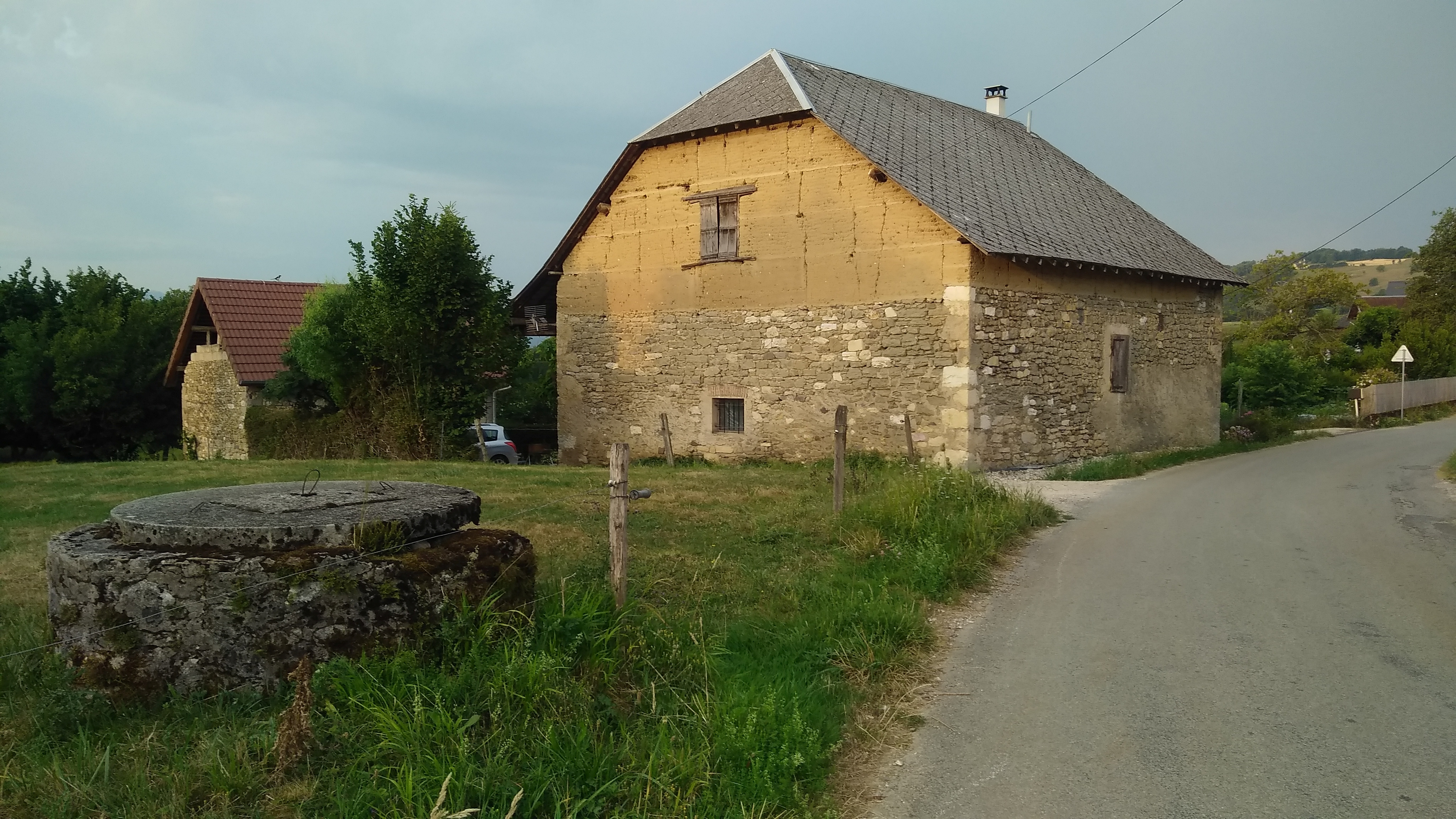
Une maison en pisé (Ayn - Le Bard)

### Lieux et monuments

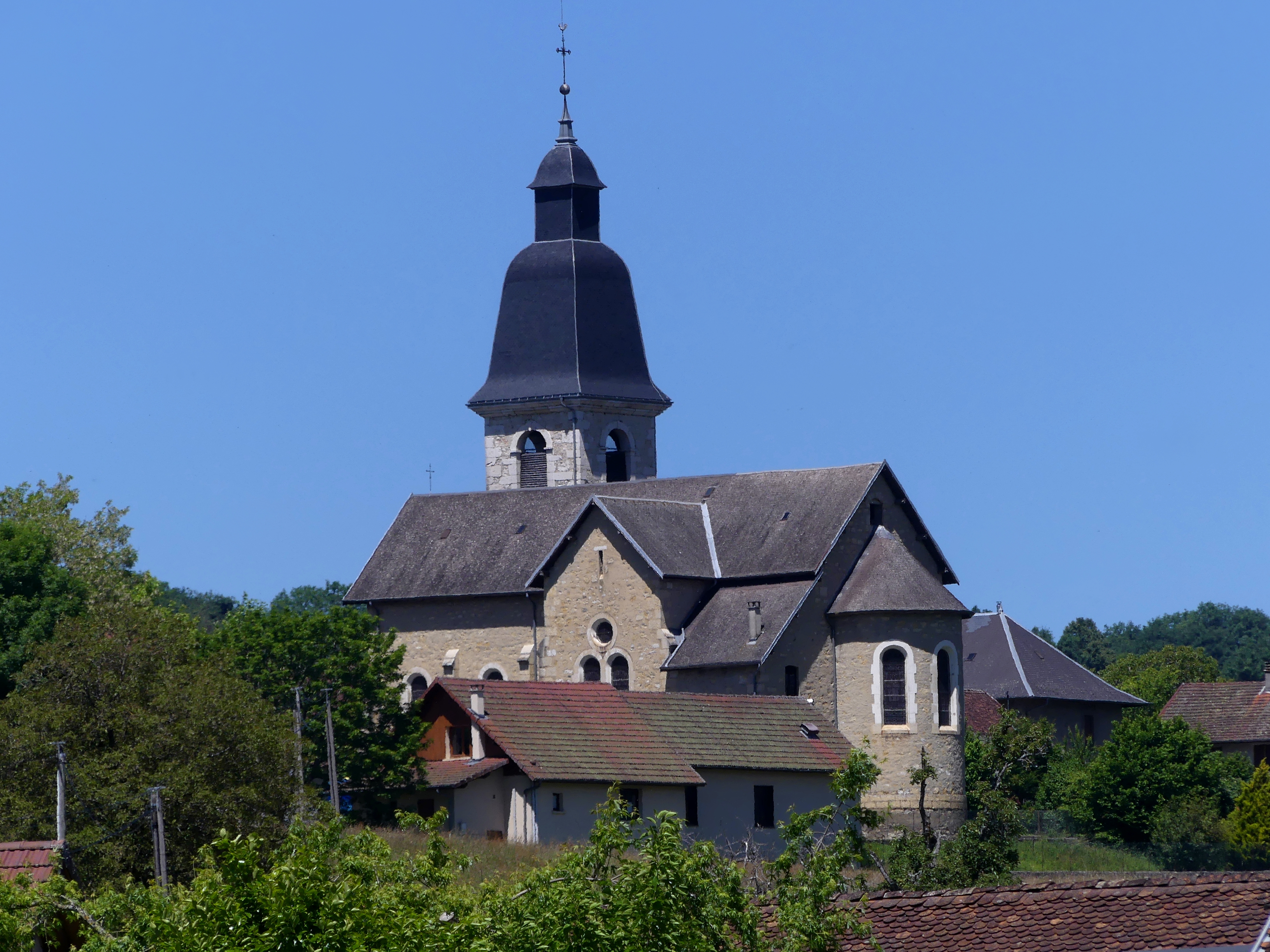
L'église Saint-Laurent.

- Col du Banchet : site de la commune connu pour sa chapelle, son mur d'escalade, le départ de nombreuses randonnées pédestres, et l'envol des parapentes.
- Ruines du château de Montbel : situées à 2 kilomètres au nord-ouest, le château est cité en 1240. Il en subsiste un donjon carré (ne se visite pas à cause du risque d'effondrement).
- Église St-Laurent : belle église de style roman, ornée de fresques représentant les jonquilles typiques du village. Sa bonne acoustique en font un lieu de concerts instrumentaux et vocaux prisé des formations non sonorisées.
- Chapelle ND-du-Banchet : située au col du Banchet, cette chapelle privée présente un décor peint typique, ainsi que de nombreux ex-voto, témoignages des remerciements à la Vierge, essentiellement en rémission de maladies.